# Michail Hardzjajtjuk
Michail Mikalajevitj Hardzjajtjuk (belarusiska: Міхаіл Мікалаевіч Гардзяйчук, łacinka: Michaił Mikałajevič Hardziajčuk; ryska: Михаил Николаевич Гордейчук, Michail Nikolajevitj Gordejtjuk), född 23 oktober 1989 i Saran i Kazakiska SSR i Sovjetunionen (nu Kazakstan), är en kazakiskfödd belarusisk fotbollsspelare (mittfältare).